# Can Vidal (Maçanet de Cabrenys)
Can Vidal és una obra eclèctica de Maçanet de Cabrenys (Alt Empordà) inclosa a l'Inventari del Patrimoni Arquitectònic de Catalunya.

## Descripció
Es tracta d'una de les construccions més destacables de la plaça de la Vila, actualment centre neuràlgic de la població. L'edifici respon als paràmetres propis de l'arquitectura del dinou: façana d'esveltes proporcions, diferenciació de materials entre la planta baixa i la resta de pisos i obertura de grans balcons amb baranes de ferro forjat. Té una curiosa planta irregular, conscientment planejada per l'arquitecte al pretendre una integració de la construcció tant a la plaça de la Vila com un dels carrers que hi desemboca. D'aquesta forma la façana està angulada, mirant per un costat al carrer i per l'altre a la plaça.
A més de la utilització de grans carreus al pis baix, l'edifici està decorat amb sanefes de motius vegetals que recorren la base de cada pis i mènsules que soporten els balcons.